# 時計描画試験
時計描画試験(Clock Drawing Test CDT)とは、丸時計の絵を書く試験であり、前頭葉機能を反映する検査である。

## 検査方法
いくつかの変法が知られているが、もっとも前頭葉機能を反映するとされているのは、白紙に時計の絵を描き上げる方法である。A4サイズの紙を被験者の前におき、「この紙に、紙の大きさに見合った大きさの、丸時計の絵を描いて下さい。数字も全部書いて、11時10分の時刻を指すように描いて下さい」と、口頭で指示する。

## Freedman法による評価
全体像
整った外周円が描ける。
外周円の大きさが用紙に対して適切である。
数字
1～12のみ書く。
算用数字を用いる。
数字の順序が正しい。
用紙を回転させないで書く。
数字の位置が正しい。
外周円の中に位置する。
針
2本の針を有する。
適切に時を指す。
適切に分を指す。
分針の方が長い。
余計な印がない。
2本の針が結合する。
中心
中心が設定されている。
以上15項目をチェックし、各1点で15点満点で評価する。

## Mini-Cog
認知症のスクリーニング検査として、Mini-Cog assessment instrument(mini-Cog)が知られている。これは、時計描画試験と「遅延再生」(後述)を組み合わせた試験である。
例として、「桜」・「猫」・「電車」などの単語を順番に聞かせ、覚える。検者は単語を2回繰り返して、インプットを行う。次に時計描画試験を行い、その後に最初に聞かせた3つの単語の遅延再生を調べる。これをいくつ正解できるかをカウントする。
0点の場合は認知症の可能性は高くなる。1点、または2点で時計描画試験が異常であった場合は認知症の可能性が高くなる。1点または2点でも時計描画試験が正常ならば認知症の可能性は低い。3点でも認知症の可能性は低いとされている。